# Налчити
Налчити (бенг. নলছিটি, англ. Nalchity) — город на юге Бангладеш, административный центр одноимённого подокруга. Площадь города равна 24,16 км². По данным переписи 2001 года, в городе проживало 38 786 человек, из которых мужчины составляли 49,91 %, женщины — соответственно 50,09 %. Плотность населения равнялась 1605 чел. на 1 км². Уровень грамотности населения составлял 52,5 % (при среднем по Бангладеш показателе 43,1 %). 